# Galapa baerti
Espèce
Synonymes
- Pholcophora baerti Gertsch & Peck, 1992

Galapa baerti est une espèce d'araignées aranéomorphes de la famille des Pholcidae.

## Distribution
Cette espèce est endémique des îles Galápagos.

## Description
Le mâle holotype mesure 1,46 mm.

## Étymologie
Cette espèce est nommée en l'honneur de Léon Baert.

## Publication originale
- Gertsch & Peck, 1992 : The pholcid spiders of the Galápagos Islands, Ecuador (Araneae: Pholcidae). Canadian Journal of Zoology, vol. 70, p. 1185-1199.